# Beresford (Nuovo Brunswick)
Beresford è una cittadina del Canada situata nella provincia del Nuovo Brunswick. La comunità si affaccia sulla baia di Chaleur, un'insenatura del golfo di San Lorenzo.